# Хайфон Катбі (аеропорт)
Міжнародний аеропорт Катбі (в'єт. Sân bay Quốc tế Cát Bi), (IATA: HPH, ICAO: VVCI) — комерційний аеропорт В'єтнаму, розташований у місті Хайфон.

## Авіакомпанії й пункти призначення

### Авіарейси
| Авіакомпанія             | Місто прибуття (аеропорт) |
| ------------------------ | ------------------------- |
| Air Mekong               | Хошимін                   |
| Jetstar Pacific Airlines | Хошимін                   |
| Vietnam Airlines         | Хошимін, Дананг           |